# ロサンゼルス国際空港
ロサンゼルス国際空港（ロサンゼルスこくさいくうこう、英: Los Angeles International Airport） (IATA: LAX, ICAO: KLAX, FAA LID: LAX) は、アメリカ合衆国のカリフォルニア州ロサンゼルスにある国際空港。IATAコードはLAX。アメリカ西海岸の代表的なゲートウェイ（玄関口）である。

## 沿革

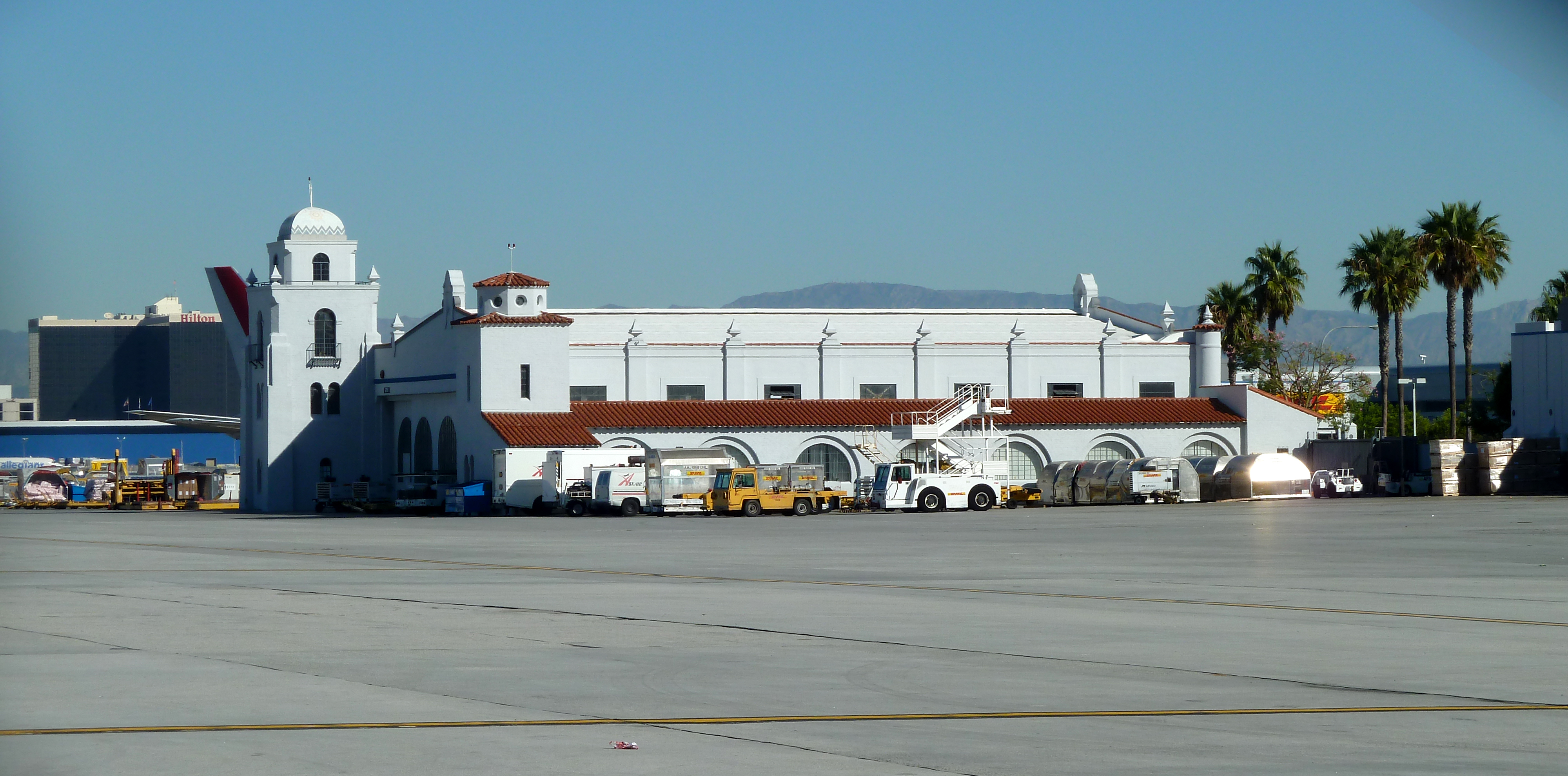
第一格納庫

1926年、ロサンゼルス市議会と商工会議所は、急速に成長中の航空産業に参入するため、市営空港の必要性を認識した。いくつかの場所が検討されたが、最終的に選ばれたのはウエストチェスター南部の640エーカー（1平方マイル、260ヘクタール）の飛行場だった。不動産業者のウィリアム・W・マインズが経営する「マインズフィールド」として知られていた場所で、既に、1928年の全米航空レースの開催地としても選ばれていた。1928年8月13日、市は土地を賃借し、新設された空港局が、かつて小麦、大麦、ライマメを栽培していた畑を土の滑走路に改造し始めた。
空港は1928年10月1日に開港し、1929年に第一格納庫が建てられた。空港最古のこの建物はいまだ現役で、国家歴史登録財に登録されている。翌年、空港整備が開始された。未舗装の滑走路は全天候型の滑走路に置き換えられ、より多くの格納庫、レストラン、管制塔が建設された。1930年6月7日、管制塔などが完成し、ロサンゼルス市営空港と改名された。
この空港は民間パイロットや飛行学校によって使用されていたが、ロサンゼルス市はこの地域の主要な旅客ハブとなることを構想していた。しかし、この空港は既存のバーバンク空港やグレンデールのグランドセントラル空港から航空会社を引き抜くことはできなかった。
第二次世界大戦により、旅客向け設備は一時停止された。米国が戦争に参戦する前、空港周辺の航空機メーカーは連合国への航空機供給で忙しく、飛行学校も需要が高まっていた。1942年1月、軍が空港を掌握し、飛行場に戦闘機を配備し、西側の海砂丘に海軍砲台を建設した。
一方、空港管理者は土地の基本計画を発表し、1943 年初頭に権利者を説得して空港改善のための1,250万ドルの債券を発行した。計画と資金が整い、航空会社は最終的に移転を決意した。
終戦後、空港の北側に4つの仮ターミナルが急いで建設され、1946年12月9日にはアメリカン航空、トランスワールド航空（TWA）、ユナイテッド航空、サウスウエスト航空、ウエスタン航空が空港での旅客運航を開始し、翌月にはパンアメリカン航空（パンナム）が加わった。 空港は1949年にロサンゼルス国際空港に改名された。
仮ターミナルは15年間使用されたが、「ジェット機時代」に入り、他の空港が近代的な施設に投資するにつれて、すぐに陳腐化した。空港運営者は、1956年6月5日に 5,900 万ドルの債券を発行できるよう、債権者を説得した。
現在の旅客施設のレイアウトは、1958年に、敷地の中央部に U 字型に配置された一連のターミナルと駐車場を建設する計画に基づいて策定された。当初の計画では、ターミナル ビルは敷地の中央で巨大な鋼鉄とガラスのドームで接続されることになっていた。ドームは結局建設されなかったが、中央エリアに建設された小さなテーマ ビルは、空港を訪れる人々にとっての目玉となった。
最初の新しいターミナルビルのターミナル7と8は、数日間続いたオープニングセレモニーの後、1961年6月25日にユナイテッド航空向けとしてオープンした.。 ターミナル2、3、4、5、6は同年後半にオープンした。
1984年の夏季オリンピックを前に、1980年代初頭に空港の大規模な拡張が行われた。1983年11月には2階の道路が追加され、ターミナル1は1984年1月にオープンし、 トムブラッドレー国際ターミナルは1984年6月にオープンした。 以前からのターミナルも1980年代に拡張と更新を受けた。
2008年以来、空港は再び大規模な拡張工事が行われている。すべてのターミナルが改装され、特に大改修工事を受けたトム・ブラッドレー国際ターミナルには西ゲートのサテライトコンコースが設けられた。ターミナルエリアの外では、以前のC駐車場に代わって、4,300台分の駐車スペースを備えたLAXウェストインターモーダル交通施設が2021年にオープンした。 新しいLAX /メトロトランジットセンター駅とLAX統合レンタカー施設（ConRAC）が建設中である。これらはすべて、 全自動無人運転車両システム（APM）によってターミナルエリアに接続される。近い将来、さらに2つのターミナル（0と9）を建設する予定である。これらのプロジェクト全体を合わせると、費用は140億ドルと予想され、LAXのゲート数は合計146から182になる。

## 利用実績
2019年の旅客数は8806万人で、アメリカの空港ではアトランタ国際空港に次いで2位だった。世界全体でも3位に位置する。

## ターミナル

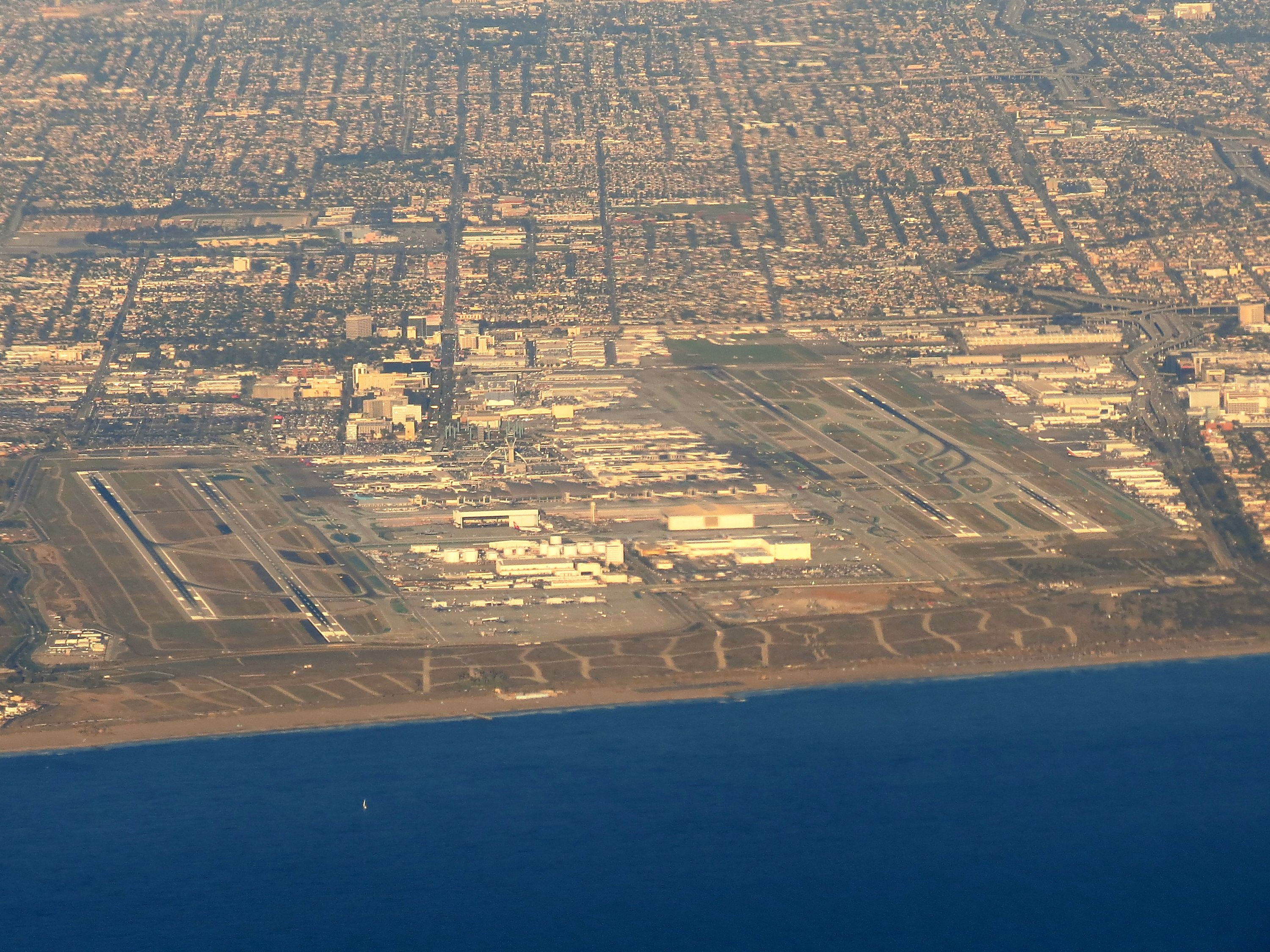
上空から

ターミナル レイアウト

LAX にはU字型に配置された9つの旅客ターミナルがあり、無料シャトルバスによって相互に連絡している。

### ターミナルB
LAXの国際線の大半を処理している。1984年ロサンゼルスオリンピックに合わせて建設された。正式名称は「トム・ブラッドレー国際線ターミナル」で、建設当時のロサンゼルス市長トム・ブラッドレーに由来する。2010年に大規模な改装工事を行った。最新のセキュリティシステムの導入や通路の拡充、エアバスA380の乗り入れに対応した大型ゲートの導入などが行われた。2021年、西側に15ゲートのサテライトが完成した。
ターミナルBから国内線ターミナルへの移動にシャトルバスを利用する場合、乗り継ぎ時間に注意を要する。2016年7月に連絡通路が完成して以降、ターミナル4へは専用の連絡通路で移動できるようになった。それ以降も、全てのターミナルのエアサイドを通路で連結する計画があり工事が進められている。

### 他の施設
LAX には大規模な航空貨物施設がある。面積は18万6000平方メートルである。その他ブラボー航空によって運用されているヘリパッドがある。
膨大な航空交通量を抱えるLAXは、ターミナル管制エリア（通称：TCA ターミナルコントロールエリア）が設けられ、小型機の進入を制限している。

## 就航路線
当空港は米国で唯一、全ての米国大手航空会社が拠点している。

### 旅客
| 航空会社                         | 就航地 |
| -------------------------------- | --- |
| アメリカン航空                   | アトランタ、オークランド(NZL)、オースティン、ベリーズシティ、ボストン、ブエノスアイレス/エセイサ、カンクン、シャーロット、シカゴ/ORD、コロンバス(OH)、ダラス/フォートワース、ハートフォード、香港、ホノルル、インディアナポリス、カフルイ、コナ、ラスベガス、リフエ、ロンドン/LHR、メキシコシティ、マイアミ、ミネアポリス=セントポール、ナッシュビル、ニューオリンズ、ニューヨーク/JFK、オマハ、オーランド、フィラデルフィア、フェニックス、プエルト・バヤルタ、ローリー/ダーラム、セントルイス、サンフランシスコ、ロス・カボス、サンパウロ/グアルーリョス、シアトル、上海/浦東、シドニー、東京/羽田、トロント、ワシントン/ダレス、ワシントン/ナショナル 季節運航 : アンカレッジ、イーグル/ベイル、ジャクソンホール、モンテゴベイ |
| アメリカン・イーグル             | アルバカーキ、デンバー、エルパソ、ユージーン、フェイエットビル、フレズノ、ヒューストン、カンザスシティ、ラスベガス、マサトラン、メドフォード、モントローズ、オクラホマシティ、フェニックス、ポートランド(OR)、リノ、サクラメント、ソルトレイクシティ、サンアントニオ、サンフランシスコ、サンノゼ、シアトル、ツーソン、バンクーバー 季節運航 : アスペン、オースティン、デュランゴ、グランドジャンクション、ジャクソンホール、レドモンド/ベンド |
| デルタ航空                       | アトランタ、オースティン、ベリーズシティ、ボストン、カンクン、シンシナティ、コロンバス(OH)、デトロイト、グアテマラシティ、ホノルル、インディアナポリス、イスタパ/シワタネホ、カフルイ、コナ、カンザスシティ、ラスベガス、リフエ、メンフィス、ミネアポリス=セントポール、ナッシュビル、ニューオリンズ、ニューヨーク/JFK、オークランド(NZL)、オーランド、フェニックス・スカイハーバー、ポートランド(OR)、プエルト・バヤルタ、ローリー/ダーラム、サクラメント、ソルトレイクシティ、サンディエゴ、サンノゼ、ロス・カボス、サンホセ、サンサルバドル、シアトル、上海/浦東、香港(2026年6月6日より運航開始予定)、シドニー、タンパ、東京/羽田、ワシントン/ナショナル 季節運航 : リベリア(コスタリカ)、マナグア、マイアミ                   |
| デルタ・コネクション             | オースティン、ボイシ、ダラス/フォートワース、デンバー、カンザスシティ、ラスベガス、マサトラン、モントレー、オークランド(CA)、フェニックス、サクラメント、サンフランシスコ、シアトル、サンアントニオ、サンディエゴ、サンノゼ、ロス・カボス、スポケーン、ツーソン、バンクーバー 季節運航 : アスペン、ボーズマン、ジャクソンホール、カリスペル、ミズーラ、ポートランド(OR)、サンバレー |
| ユナイテッド航空                 | ボルチモア、ボストン、カンクン、シカゴ/ORD、クリーブランド、デンバー、ヒロ、ホノルル、ヒューストン、カフルイ、カイルア・コナ、ラスベガス、リフエ、ロンドン/LHR、メルボルン、メキシコシティ、ニューアーク、オーランド、プエルト・バヤルタ、サンフランシスコ、上海/浦東、シンガポール、シドニー、東京/羽田、東京/成田、ワシントン/ダレス 季節運航 : オースティン、ダラス/フォートワース、フェニックス、サンアントニオ、ロス・カボス、シアトル、バンクーバー |
| ユナイテッド・エクスプレス       | アルバカーキ、オースティン、ボイシ、コロラドスプリングス、ダラス/フォートワース、エルパソ、フレズノ、ラスベガス、ミネアポリス=セントポール、モントレー、オクラホマシティ、パームスプリングス、フェニックス、リノ、サクラメント、ソルトレイクシティ、サンディエゴ、サンフランシスコ、サン・ルイス・オビスポ、サンタバーバラ、シアトル、ツーソン、バンクーバー 季節運航 : アスペン、ボーズマン、ヘイデン/スティームボート・スプリングズ、ヒューストン、ジャクソンホール、モントローズ、サンアントニオ |
| アラスカ航空                     | シアトル、ポートランド(OR)、ワシントン/ナショナル、リノ、アンカレッジ、ワシントン/ダレス、シカゴ/ORD、ボストン、フォートローダーデール、ラスベガス、サンフランシスコ、ホノルル、カフルイ、コナ、ニューアーク、オースティン、ソルトレイクシティ、サンタローザ、マンモスレイクス、グアダラハラ、ハバナ、イスタパ/シワタネホ、リベリア(コスタリカ)、ロレト、マンサニヨ、マサトラン、プエルト・バヤルタ、ロス・カボス、サンホセ、メドフォード、モントレー、 季節運航 : ガニソン＝クレステッド・ビュート、サンバレー |
| サウスウエスト航空               | アルバカーキ、アトランタ、オースティン、ボルチモア、カンクン、シカゴ/MDW、ダラス/ラブ、デンバー、エルパソ、ヒューストン/ホビー、インディアナポリス、カンザスシティ、ラスベガス、リベリア(コスタリカ)、ミルウォーキー、ナッシュビル、ニューオリンズ、オーランド、フェニックス・スカイハーバー、ピッツバーグ、ポートランド(OR)、プエルト・バヤルタ、リノ、サクラメント、セントルイス、ソルトレイクシティ、サンアントニオ、サンフランシスコ、サンノゼ、ロス・カボス、ツーソン 季節運航 : オマハ |
| アレジアント・エア               | アルバカーキ、ベリンガム、ボイシ、ユージーン、グランドジャンクション、メドフォード、プロボ、リノ、タルサ 季節運航 : ビリングス、シーダーラピッズ/アイオワシティ、ファーゴ、フェイエットビル、グレートフォールズ、アイダホフォールズ、カリスペル、リトルロック、マッカレン、メンフィス、ミズーラ、モントローズ、スーフォールズ、スプリングフィールド/ブランソン、トリシティズ、ウィチタ |
| スピリット航空                   | アトランタ、ボルチモア、クリーブランド、シカゴ/ORD、デンバー、ダラス/フォートワース、デトロイト、フォートローダーデール、ヒューストン、カンザスシティ、ラスベガス、ミネアポリス=セントポール、ニューオーリンズ、オークランド(CA)、フィラデルフィア、ポートランド(OR)、シアトル |
| フロンティア航空                 | アトランタ、シカゴ/ORD、シンシナティ、デンバー、オーランド 季節運航 : クリーブランド |
| ハワイアン航空                   | ホノルル、カフルイ 季節運航 : コナ、リフエ |
| ジェットブルー航空               | ボストン、バッファロー、フォートローダーデール、オーランド、ニューヨーク/JFK |
| モクレレ航空                     | エルセントロ、サンタマリア |
| サンカントリー航空               | ミネアポリス=セントポール |
| エア・カナダ                     | カルガリー、モントリオール、トロント、バンクーバー |
| ウエストジェット航空             | カルガリー、エドモントン、トロント、バンクーバー |
| アエロメヒコ航空                 | グアダラハラ、メキシコシティ 季節運航 : カンクン |
| アエロメヒコ・コネクト           | エルモシージョ 季節運航 : クリアカン |
| ボラリス                         | アグアスカリエンテス、ドゥランゴ、グアダラハラ、レオン、メキシコシティ、モレリア、ウルアパン、サカテカス |
| ビバアエロブス                   | グアダラハラ、メキシコシティ |
| コパ航空                         | パナマシティ |
| アビアンカ航空                   | ボゴタ |
| アビアンカ・コスタリカ           | グアテマラシティ、サンホセ、サンサルバドル |
| アビアンカ・エルサルバドル       | サンサルバドル |
| LATAM チリ                       | リマ、サンティアゴ |
| LATAM ペルー                     | リマ |
| ブリティッシュ・エアウェイズ     | ロンドン/LHR |
| ヴァージン・アトランティック航空 | ロンドン/LHR |
| エアリンガス                     | ダブリン |
| エールフランス                   | パペーテ、パリ/CDG |
| フレンチ・ビー                   | 季節運航 : パリ/ORY |
| イベリア航空                     | 季節運航 : マドリッド |
| ITAエアウェイズ                  | 季節運航 : ローマ |
| ルフトハンザドイツ航空           | フランクフルト、ミュンヘン |
| スイス国際航空                   | チューリッヒ |
| オーストリア航空                 | 季節運航 : ウィーン |
| KLMオランダ航空                  | アムステルダム |
| スカンジナビア航空               | ストックホルム |
| ノルウェー・エアシャトル         | バルセロナ、コペンハーゲン、ロンドン/LGW、オスロ/ガーデモエン、パリ/CDG、ストックホルム |
| フィンエアー                     | ヘルシンキ |
| LOTポーランド航空                | ワルシャワ |
| 日本航空                         | 東京/羽田、東京/成田、大阪/関西 |
| ZIPAIR Tokyo                     | 東京/成田 |
| 全日本空輸                       | 東京/羽田、東京/成田 |
| チャイナエアライン               | 台北/桃園 |
| エバー航空                       | 台北/桃園 |
| スターラックス航空               | 台北/桃園 |
| 大韓航空                         | ソウル/仁川 |
| アシアナ航空                     | ソウル/仁川 |
| キャセイパシフィック航空         | 香港 |
| 香港航空                         | 香港 |
| 中国国際航空                     | 北京/首都 |
| 中国東方航空                     | 成都、南京、上海/浦東 |
| 中国南方航空                     | 広州 |
| 海南航空                         | 長沙、成都、重慶 |
| 厦門航空                         | 厦門 |
| 四川航空                         | 成都、杭州、済南 |
| シンガポール航空                 | シンガポール(SQ037/038便は直行便)、東京/成田(SQ011/012便は経由便) |
| フィリピン航空                   | セブ、マニラ |
| ターキッシュ エアラインズ        | イスタンブール |
| カタール航空                     | ドーハ |
| エミレーツ航空                   | ドバイ |
| エティハド航空                   | アブダビ |
| サウジアラビア航空               | ジッダ、リヤド |
| エル・アル航空                   | テルアビブ/ベン・グリオン |
| エチオピア航空                   | アディスアベバ、ダブリン |
| カンタス航空                     | ブリスベン、メルボルン、シドニー |
| ヴァージン・オーストラリア       | ブリスベン、メルボルン、シドニー |
| ニュージーランド航空             | オークランド(NZL)、ロンドン/LHR、ラロトンガ島 |
| フィジー・エアウェイズ           | ナンディ |
| エア タヒチ ヌイ                 | パペーテ、パリ/CDG |

### 貨物
| 航空会社                   | 就航地 |
| -------------------------- | --- |
| フェデックス・エクスプレス | ハワイ含む米国内・カナダ各都市、成田、中部、関西、仁川、北京、台北、香港、バンコク、クアラルンプール、ペナン、シンガポール |
| UPS航空                    | ルイビル、ダラスフォートワース、オンタリオ、オーランド                                                                     |
| アマゾン・エア             | シンシナティ、ボルチモア                                                                                                   |
| アロハエアカーゴ           | ホノルル |
| カリッタ航空               | |
| サザン・エア               | |
| Mas Air                    | メキシコシティ |
| DHLアビエーション          | フランクフルト |
| ルフトハンザカーゴ         | フランクフルト |
| エールフランスカーゴ       | パリ/CDG |
| エアブリッジカーゴ         | モスクワ |
| カーゴルックス航空         | ルクセンブルク |
| 日本貨物航空               | 成田 |
| 大韓航空カーゴ             | 仁川、北九州 |
| アシアナ航空カーゴ         | 仁川 |
| エバー航空カーゴ           | 台北 |
| チャイナエアラインカーゴ   | 台北、関西 |
| キャセイパシフィックカーゴ | 香港 |
| 中国貨運航空               | 北京 |
| 中国南方航空               | 上海浦東 |
| 揚子江航空                 | 上海浦東 |
| シンガポール航空カーゴ     | シンガポール |
| カタール航空カーゴ         | ドーハ |
| CAL航空                    | テルアビブ |

### 過去に乗り入れていた航空会社
パンアメリカン航空
- 1991年12月運航停止

 ノースウエスト航空
- デルタ航空へ統合のため

 コンチネンタル航空
- ユナイテッド航空へ統合のため

 トランス・ワールド航空
- 2001年アメリカン航空へ統合のため

 USエアウェイズ
- 2013年アメリカン航空へ統合したため

 フライングタイガー
- 1989年8月に現在のフェデックスへ統合のため

 カナディアン航空
- 2001年エアカナダへ統合したため

 メキシカーナ航空
- 破綻

 アエロペルー
- 破綻

 マレーシア航空
- 1986年に自社導入をした747-3H6Mで運航したことから始まる。経由地は成田。クアラルンプールから週3便で乗り入れていた。これが同社で初のアメリカ路線であった。その後は747-400に変更をしていたが1998年頃からは経由地を台北に変更していた後2012年からは777-2H6ERで再び成田にしたもののMH370便消息不明(後にレユニオン島付近で墜落した模様)とMH17便撃墜などの事件･事故により2014年で運休。同時にアメリカ路線消滅。

 タイ国際航空
- ロサンゼルスでは3都市目。これまでのシアトルとダラスから変わるかたちで乗り入れを開始した。こちらも経由地は成田であった。1992年ボーイングMD-11で乗り入れたことから始まりわずか2ヶ月で輸送増強のため747-4D7にした。が1993年で経由地をソウル金浦空港に変更した。1998年にはアジア通貨危機で韓国人の渡米需要が壊滅したので関西空港経由に変更し、格安航空券で人気を博すも、早朝深夜の同空港発着に費用が掛かることから一部を成田経由に変更、2005年からA340-600で直行便化した。しかし、2015年、アメリカではカテゴリー引き上げによりタイ国籍乗り入れは不可能となったため廃止。787ドリームライナーの導入から安全面が確認され次第直行便で再開予定であった[20]。しかし、2024年現在まだ復活しておらず、かつての経由地（ソウル、東京、大阪、台北）いずれかで乗り継がないとバンコクへは移動できない。

 バンブー・エアウェイズ
- ホーチミン市のタンソンニャット国際空港からB787-9でデイリー運航で乗り入れていたが経営再建のための路線再編により2023年10月をもって運休した。同社はこのほかに北米路線として、サンフランシスコ国際空港にも乗り入れていた。

 アルゼンチン航空
- エセイサ国際空港からリマ、メキシコシティ経由で乗り入れていたがアルゼンチンでの政情不安と1992年の集団コレラ食中毒事件でブエノスアイレス（エセイサ国際空港）発リマ（ホルヘ・チャベス国際空港）経由ロサンゼルス行386便が経由地のリマで搭載された機内食のエビからコレラ菌が検出された。この事件で後日1名が死亡した。この事件を受けて乗り入れが禁止されたなどで1998年に廃止。

 ヴァリグブラジル航空
- 同国最大の航空会社としてリオデジャネイロ、サンパウロから3通り(カーゴ含めて4通り)あった。まずは高需要路線として日伯区間成田発着での中継空港としての機能な役割。リオデジャネイロ-サンパウロ-ロサンゼルス-成田。サンパウロ-リマ-ロサンゼルス-成田。以上が日本路線。サンパウロ-ロサンゼルスの折り返し。カーゴはリオデジャネイロ-サンパウロ-ロサンゼルス。以上4路線で運用していた。このため同空港でRG機を見ることは最大で3機あった。機材の動きも激しかった。707だったのがDC-10-30、747-200B、747-300M、747-400、MD-11と推移していったが2001年のアメリカ同時多発テロで日本人は対象外だがブラジル国籍者、アメリカ国籍者などはトランジットビザ取得が原則となってしまい欧州通過が主となったため廃止。会社自体も消滅した。

 トランスアエロ航空
- 破綻

 スイス航空
- 破綻後は現在のスイスインターナショナルエアラインズが引き継いでいる。

## 交通アクセス
自動車アクセスが主体であるものの、「フライアウェイ」などの公共交通もある。敷地が広大なため、駐車場とターミナルを結ぶバスなども運行されている。

### 無料連絡バス
空港当局が乗客や従業員を結ぶシャトルルートをいくつか運行している。
ルート A 「ターミナルコネクター」は、中央ターミナル エリアの周りを反時計回りに循環し、乗り継ぎ客が移動できるよう頻繁に走っている。ただし、これらのシャトルを使用する乗り継ぎ客は、いったん出てからセキュリティ チェックに再度入る必要がある。
ルート C 「シティバスセンター」は、セントラル ターミナル エリアとLAX シティ バス センターを結ぶ。このバスセンターには、ビーチ シティーズ トランジット、カルバー シティ バス、ロサンゼルス メトロ、サンタ モニカビッグ ブルー バス、トーランス トランジットのバスが運行している。このバスは、従業員用サウス ロットにも停車する。
ルート E 「エコノミー パーキング」は、中央ターミナル エリアと、空港のエコノミーパーキングガレージであるWest Intermodal Transportation Facility を結ぶ。
ルート G 「メトロコネクター」は、中央ターミナル エリアと、2.4 マイル (3.9 km) 離れたメトロC ラインのアヴィエーション/ラックス駅を結ぶ。バスは、小規模なレンタカー会社へのシャトルが運行するバス停「リモート レンタカー デポ」にも停車する。
ルート X 「LAX 従業員駐車場」は、中央ターミナルエリアと従業員駐車場を結ぶ。このルートには 3 つのパターンがあり、東駐車場ルートはターミナル 1、2、3、B のみに停車する。西駐車場ルートはターミナル 4、5、6、7 のみに停車する。南駐車場ルートはすべてのターミナルに停車し、ルート C としてシティ バス センターにも停車する。

### 路線バス
ほとんどの路線バスは、セプルベダ大通りの東、96 番街の中央ターミナルエリアから離れた場所にある LAX シティ バス センターから運行している。
LAX シティバスセンターと各ターミナルの移動はLAX シャトルルートC（無料）を利用する。
LAX シティバスセンターには、レドンド ビーチ行きのビーチ シティーズ トランジットライン109、カルバーシティとUCLA行きのカルバー シティバスライン6とラピッド 6、サウス ゲート行きのロサンゼルス メトロ バスライン102、ノーウォーク行きの111、ダウニー行きの117、ロング ビーチ行きの232、サンタ モニカ行きのサンタモニカビッグ ブルー バスライン3とラピッド 3、トーランス行きのトーランス トランジットライン8が発着する。夜間には、ロサンゼルス メトロライン40 がロサンゼルスのダウンタウンまで運行している。
LAX シティバスセンターは、最終的にはLAX/メトロトランジットセンター駅に置き換えられ、空港の他の場所とAPMによって接続される予定となっている。

### フライアウェイ
- バス FlyAway など

フライアウェイバスはLAWAが運営するリムジンバスで、ロサンゼルス国際空港とダウンタウン・ロサンゼルスのユニオン駅、またはサンフェルナンド・バレーのヴァン・ナイス空港のフライアウェイターミナル間を定期運行している。
ターミナル 1 から順に、反時計回りに LAX の各ターミナルに停車する。運行時間は路線によって異なるが、日中はユニオン駅行きが毎時10分・40分の30分間隔、ヴァン・ナイス行きが毎時0分・20分・40分の20分間隔で運行されている。

### 鉄道
現在ロサンゼルスメトロは空港に乗り入れておらず、各ターミナルから無料シャトルバス "G" で、アヴィエーション/ラックス駅まで乗車、C線に乗り継ぐ必要がある。各ターミナルを結ぶ LAX Train が建設中であり、2025年6月6日にLAX/メトロトランジットセンター駅 で K線に乗車できるようになった。

### ライドシェア・タクシー
到着した乗客はシャトルに乗るか、ターミナル1の東にあるLAXit待合所まで歩いて行き、そこでタクシーまたはライドシェアを拾う。タクシーは市公認のタクシー会社9社によって運営されており、公認タクシー監督会社（ATS）によって規制されている。ATSはLAXit待合所でタクシーを列に並ばせている。

## ロサンゼルス・メトロポリタン・エリアの空港の位置関係
ロサンゼルス大都市圏には、当空港のほかに、ロサンゼルス/オンタリオ（カリフォルニア） (ONT)、ロサンゼルス/サンタアナ（オレンジ・カウンティ）(SNA)、ロサンゼルス/バーバンク(BUR)、そしてロサンゼルス/ロングビーチ(LGB)などの空港がある。